# 모리 히카리
모리 히카리(森 星, 1992년 4월 22일 ~ )는 일본의 모델, 배우이다.